# كيم هيل
كيم هيل (بالإنجليزية: Kim Hill)‏ (و. 1963 – م) هي مغنية، وكاتبة غنائية، من الولايات المتحدة الأمريكية، ولدت في ستاركفيل.

## روابط خارجية
- كيم هيل على موقع ميوزك برينز (الإنجليزية)
- كيم هيل على موقع أول ميوزيك (الإنجليزية)
- كيم هيل على موقع ديسكوغز (الإنجليزية)